# Hans Driessen (vertaler)
Hans Driessen (Venlo, 18 januari 1953 – Nijmegen, 6 september 2017) was een Nederlands vertaler van Duitse filosofie en literatuur.

## Biografie
Driessen studeerde filosofie aan de universiteit van Nijmegen. Tussen 1980 en 1987 werkte hij als docent aan een sociale academie. Sinds 1987 was hij fulltime vertaler, veelal van filosofisch werk. Hij vertaalde het hoofdwerk van Arthur Schopenhauer, De wereld als wil en voorstelling. Ook vertaalde hij van Peter Sloterdijk de befaamde Sferen-trilogie.
Driessen voerde de eindredactie van de tiendelige Nietzsche-bibliotheek van de Arbeiderspers. Sinds 2003 was hij vaste recensent voor de boekenredactie van de Volkskrant. Bij uitgeverij Anthos verscheen in 2006 het door hem samengestelde Klein Cultureel Woordenboek van de filosofie.
Voor zijn vertaaloeuvre, en in het bijzonder voor zijn vertalingen van Schopenhauer, Nietzsche en Sloterdijk, kreeg hij in 2010 van het Nederlands Letterenfonds de Prijs voor de vertaler als cultureel bemiddelaar. Hij is de eerste vertaler van literaire non-fictie die met deze prijs is bekroond.

### Vertalingen
- Arthur Schopenhauer, De vrijheid van de wil, 1989 (Dt.: Ueber die Freiheit des Willens, 1839).
- Arthur Schopenhauer, Bespiegelingen over levenswijsheid, 1991 (Dt.: Aphorismen zur Lebensweisheit, 1851).
- Friedrich Nietzsche, Het geval Wagner / Nietzsche contra Wagner, 1994 (Dt.: Der Fall Wagner).
- Peter Sloterdijk, Europa, mocht het ooit wakker worden, 1995 (Dt.: Falls Europa erwacht, 1994).
- Peter Sloterdijk, In hetzelfde schuitje: proeve van een hyperpolitiek, 1997 (Dt.: Im selben Boot, 1993).
- Friedrich Nietzsche, God is dood: een bloemlezing, 1997.
- Friedrich Nietzsche, Afgodenschemering, 1997 (Dt.: Götzen-Dämmerung, 1886).
- Arthur Schopenhauer, De wereld als wil en voorstelling, 1997 (Dt.: Die Welt als Wille und Vorstellung).
- Friedrich Nietzsche, Afgemat als een eendagsvlieg bij avond, 1998.
- Peter Sloterdijk, Mediatijd, 1999, vert. met Paul Beers, (Dt.: Der starke Grund, zusammen zu sein: Erinnerungen an die Erfindung des Volkes, 1998, en Medien-Zeit: Drei Gegenwartsdiagnostische Versuche, 1993).
- Friedrich Nietzsche, De geboorte van de tragedie, 2000.
- Friedrich Nietzsche, De vrolijke wetenschap, 2000.
- Ludwig Wittgenstein, Brieven, 2000.
- Arthur Schopenhauer, Parerga en Paralipomena, 2002 (Parerga und Paralipomena).
- Peter Sloterdijk, Sferen, 2003 (Dt.: Sphären, I, II, 1998, 1999).
- Peter Sloterdijk, Het kristalpaleis, 2006 (Dt.: Im Weltinnenraum des Kapitals : für eine philosophische Theorie der Globalisierung, 2004).
- Peter Sloterdijk, Woede en tijd, 2007 (Dt.: Zorn und Zeit, 2006).
- Pascal Mercier, Lea (vert. met Marion Hardoar), 2009 (Dt.: Lea, 2007).
- Lion Feuchtwanger, De lelijke hertogin, 2009 (Dt.: Die hässliche Herzogin Margarete Maultasch, 1926).
- Peter Sloterdijk, Sferen 2. Schuim, 2009 (Dt.: Sphären, I).
- Arthur Schopenhauer, Dat ben jij. Over de grondslag van de moraal, 2010 (Dt.: Ueber die Grundlage der Moral, 1841).
- Peter Sloterdijk, Je moet je leven veranderen, 2011 (Dt.: Du musst dein Leben ändern. Über Antropotechnik, 2009).
- Thomas Mann, De toverberg, 2012 (Dt.: Der Zauberberg, 1924).
- Theodor W. Adorno, Minima Moralia, 2013 (Dt.: Minima Moralia, 1951).
- Karl Marx en Friedrich Engels, Het communistisch manifest, 2015.
- Alfred Döblin, Berlijn Alexanderplatz. Het verhaal van Franz Biberkopf, 2015 (Dt.: Berlin Alexanderplatz. Die Geschichte vom Franz Biberkopf, 1929).
- Hugo Ball, De vlucht uit de tijd, 2016 (Dt.: Die Flucht aus der Zeit, 1927)